# خواكيم بيرغر
خواكيم بيرغر (بالألمانية: Joachim Berger)‏ هو رجل غواصة وجندي ألماني، ولد في 23 يونيو 1913 في برلين في ألمانيا، وتوفي في 4 مارس 1943 في المحيط الأطلسي.